# Чхонма-2
Чхонма-2 (천마-2호, произн. чхонма-2хо, с кор. крылатый конь, пегас) — северокорейский основной боевой танк, представленный на военном параде в октябре 2020 года, посвящённом 75-летию Трудовой партии Кореи. До 28 мая 2024 года — момента посещения Академии национальной обороны КНДР председателем Государственного совета Ким Чен Ыном, в СМИ носил название «M2020», связанное с годом его публичной демонстрации. Ранее танк был представлен как прототип. На сегодняшний день[когда?]

 Чхонма-2 занял места танков Сонгун и Чхонма-216, ранее представлявшихся на военных парадах основными боевыми единицами бронетанковых войск КНДР.

## Описание конструкции
Внешне Чхонма-2 схож c российским Т-14 и американским M1 Abrams, из-за чего ряд различных публицистов или СМИ неоднократно называл машину «гибридом Абрамса и Арматы» или «северокорейской Арматой». Отделение управления машиной находится спереди, боевое — посередине, в башне, вмещающей 3 человека.
В марте 2024 года танк находился на тренировочных соревнованиях, где было отмечено, что экипаж танка состоит из четырёх человек, что указывает на отсутствие автомата заряжания.

### Защищённость
Из-за изоляционного характера Северной Кореи даже приблизительные данные о бронировании машины не раскрываются. На машинах текущей серии установлен комплекс активной защиты, внешне напоминающий российский «Афганит». На демонстрационной модели новой модификации Чхонма-2, представленной в ноябре 2024 года и некорректно названной Тяньма-2 (это обозначение - фонетическая транскрипция китайского произношения названия танка) установлен новый комплекс активной защиты, внешне напоминающий израильский Iron Fist. С каждой стороны башни находятся два отдела с разрушающими элементами КАЗ (по три элемента в каждом отделе). В задней части башни, по бортам расположены дымовые гранатомёты (по 4 с каждой стороны). Задняя часть корпуса и башни защищены решётчатыми экранами. По сравнению с другими современными ОБТ, заметно увеличена толщина брони на крыше башни, оценочно — до 200 мм. Верхняя лобовая деталь корпуса усилена защитой, внешне напоминающей композитный экран. Борта корпуса и лоб башни защищены блоками динамической защиты.

### Вооружение
Основное орудие танка — 125-мм гладкоствольная пушка, также использовавшаяся на танках Сонгун и, вероятно, являющаяся копией советской 2А46. Слева от орудийной маски находится гнездо, по всей видимости, предназначенное для установки спаренного пулемёта калибра 7,62 мм. На крыше башни находится автоматический гранатомёт неизвестного калибра, внешне напоминающий российский АГС-30.
На правом борту башни установлена спаренная пусковая установка противотанкового ракетного комплекса Bulsae-3, являющегося северокорейской копией российского 9М133 Корнет. Её наличие вызывает вопросы по поводу возможности стрельбы управляемыми ракетами из основного орудия танка.

### Электроника
Танк оснащён индикаторами лазерного облучения, установленными по бортам башни, устройством учёта изгиба ствола, датчиками ветра и давления на корме башни. На месте командира установлен панорамный прицел-прибор наблюдения, перед ним расположен прицел наводчика.

### Мобильность
Вероятнее всего, на Чхонме-2 установлен тот же дизельный двигатель, что и на танке Сонгун, мощностью 1 200 л.с.
О массе танка нет никакой информации, различные источники оценивают массу в 50-55 тонн.
Чхонма-2 отличается от прежних машин удлинённым шасси и наличием седьмой пары опорных катков вместо шести на прежних моделях северокорейских танков, что делает этот танк более схожим с российским Т-14 и современными западными образцами.